# Richard-Wagner-Denkmal (Leipzig)

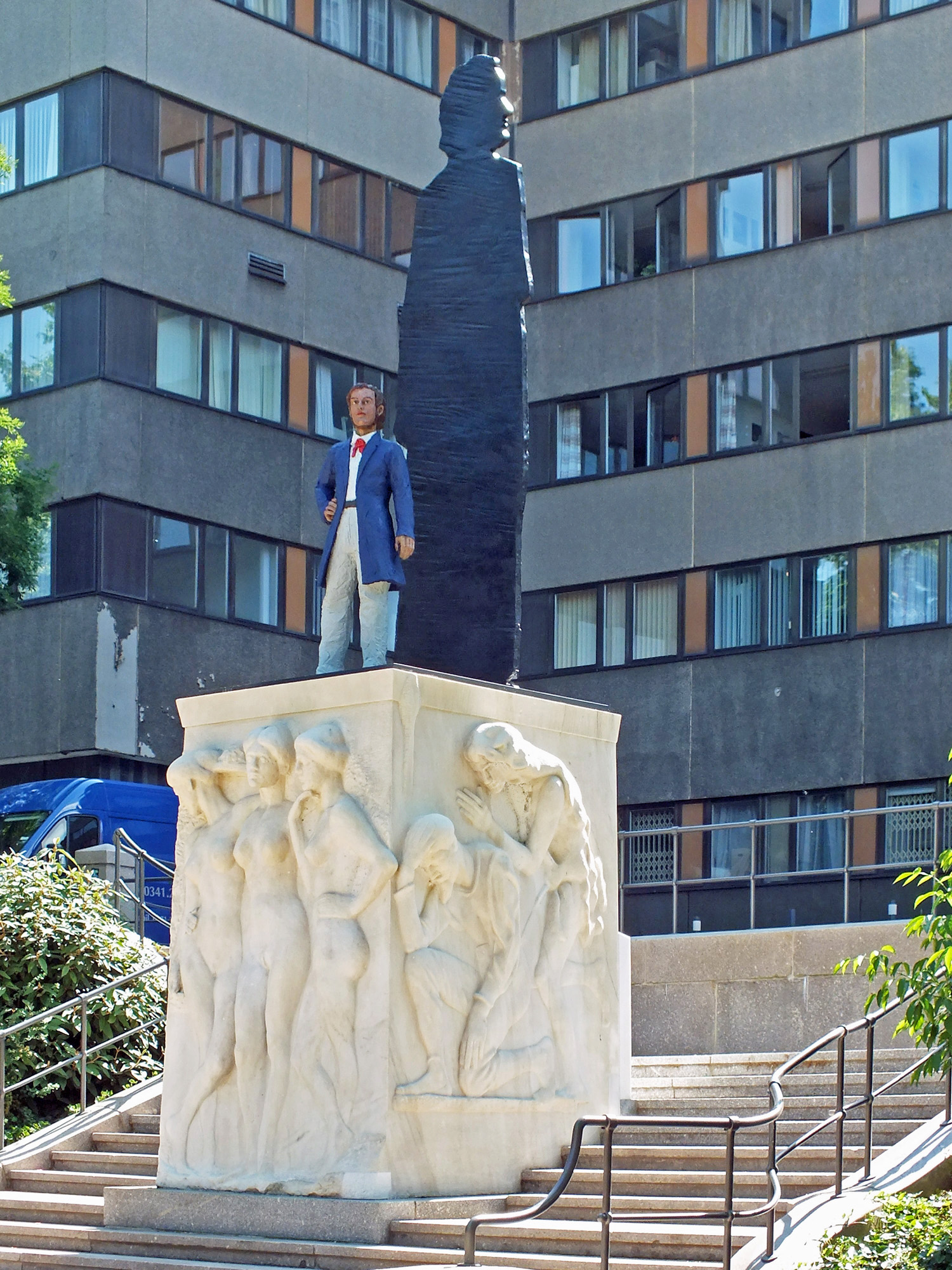
Das Leipziger Richard-Wagner-Denkmal (2013)

Das Richard-Wagner-Denkmal in Leipzig wurde 2013 anlässlich des 200. Geburtstags Richard Wagners (1813–1883) enthüllt. Geschaffen wurde es von Stephan Balkenhol (* 1957) unter Verwendung des bereits vor 100 Jahren von Max Klinger (1857–1920) entworfenen Sockels.

## Lage
Das Richard-Wagner-Denkmal steht an der Nordwestseite der Leipziger Innenstadt in den Grünanlagen am Goerdelerring als Teil des Innenstadtrings (auch: Promenadenring), an der Stelle, die bereits zu Beginn des 20. Jahrhunderts vorgesehen war. Es steht auf einer Treppenanlage, die damals vom Fleischerplatz zum Matthäikirchhof führte. Mit der völlig veränderten architektonischen Umgebung – hinter der Treppe steht heute ein Bürogebäude, das ehemals für die Stasi errichtet wurde – besitzt sie keine stadtfunktionelle Bedeutung.

## Beschreibung

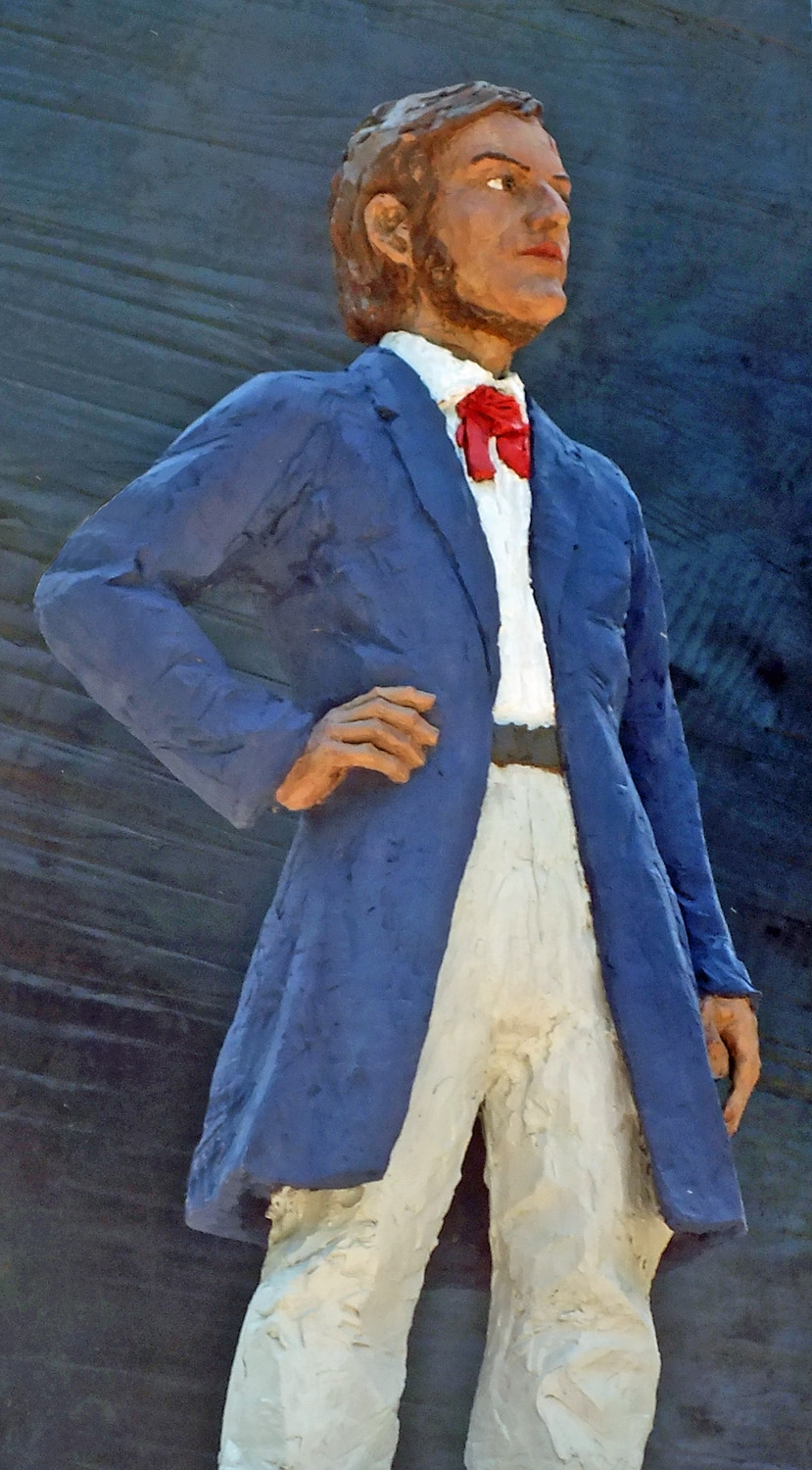
Die Figur des jungen Wagner (2013)

Der auf der Treppenanlage ruhende Sockel des Denkmals ist der von Max Klinger entworfene Quader aus weißem Marmor. Er hat eine Kantenlänge von 2 Metern und ist 2,9 Meter hoch. Drei seiner Seitenflächen zeigen als Reliefs in Überlebensgröße Figuren aus dem Werk Richard Wagners. Auf der Vorderseite sind als unbekleidete Frauen die drei Rheintöchter aus dem Opernzyklus Der Ring des Nibelungen dargestellt. Sie sollen gleichzeitig Musik, Dichtung und Schauspiel versinnbildlichen und damit auf Wagners Streben nach dem Gesamtkunstwerk anspielen. Auf der linken Seite sind Siegfried, Mime und der erlegte Drache zu sehen, rechts der Gralshüter Parsifal und die Gralsbotin Kundry.
Auf dem Sockel steht als farbig gefasste Bronzestatue 1,8 m groß in Alltagskleidung der junge Wagner. Denn neben seinem Geburtsort ist Leipzig der Platz seiner Ausbildungsjahre. Hinter dieser Figur erhebt sich vier Meter hoch wie ein Schatten eine schwarze Bronzeplatte mit den Umrissen des älteren Wagner, sein großes Lebenswerk symbolisierend. Die Silhouette des Schattens zitiert Klingers Entwurf für ein Standbild Richard Wagners. Balkenhol selbst hat seine Gestaltung des Denkmals als Paraphrase nach Klinger bezeichnet.

## Geschichte
Erste Bemühungen, in Leipzig ein Wagner-Denkmal zu errichten, reichen bis ins Jahr 1883 zurück. Zu seinem 70. Geburtstag, also drei Monate nach seinem Tod, sammelte ein Komitee Spenden und erwog Standorte für ein Denkmal. Nach einigen vergeblichen Entwürfen wandte sich 1903 ein Denkmalkomitee unter Oberbürgermeister Bruno Tröndlin (1835–1908) mit einem Spendenaufruf an die Leipziger Öffentlichkeit und gewann den damals bekanntesten Leipziger Künstler, Max Klinger, für die Ausführung. Ein erster Entwurf sah eine vier Meter hohe Gestalt des Komponisten aus weißem Marmor umhüllt von einem schwarzen langen Mantel aus schwerem Stoff vor, die am Alten Theater stehen sollte. Die Arbeiten dazu waren bereits bis zum Kauf des Marmorblocks in Laas (Südtirol) gediehen, als Klinger 1911 dem nunmehrigen Oberbürgermeister Rudolf Dittrich (1855–1929) neue Pläne unterbreitete. Jetzt sollte eine 5,3 Meter hohe Wagnerfigur auf einem mit Reliefs versehenen 3 Meter hohen Postament auf der Treppe zwischen Fleischerplatz und Matthäikirchhof platziert werden. Otto Wilhelm Scharenberg (1851–1920) erweiterte diese Treppe nach Klingers Plänen, und zum 100. Geburtstag des Komponisten 1913, an dem das Denkmal eigentlich fertig sein sollte, wurde auf der Treppe an der Stelle des heutigen Denkmals der Grundstein gelegt. Danach änderte sich lange Zeit dort nichts.
Klinger schickte die Gipsmodelle für die Reliefs zur Übertragung auf das Marmorpostament nach Laas und ließ einen zweiten großen Block für die Marmorstatue brechen. Der Ausbruch des Ersten Weltkriegs, finanzielle Schwierigkeiten und schließlich Klingers Tod 1920 verhinderten den Fortgang. Das Postament kam 1924 nach Leipzig und wurde nach Überarbeitung durch den Leipziger Bildhauer und Klingers Nachlassbetreuer Johannes Hartmann (1869–1952) im Klingerhain aufgestellt. Hier stand es über 80 Jahre, wegen der nackten Rheintöchter bisweilen auch als „Pornowürfel“ bezeichnet.
In Bezug auf Wagners 50. Todestag wurde 1932 unter Oberbürgermeister Carl Goerdeler (1884–1945) ein neues Denkmalprojekt in Angriff genommen. Einen Ideenwettbewerb gewann der Bildhauer Emil Hipp (1893–1965). Für das nunmehrige „Richard-Wagner-Nationaldenkmal“ wurde in der Nähe des Elsterbeckens am 6. März 1934 durch Adolf Hitler (1889–1945) an der Seite Goerdelers der Grundstein gelegt. Die von Hipp für das Monumentaldenkmal bis 1944 gefertigten Figuren und Friese konnten vor Ende des Zweiten Weltkrieges nicht nach Leipzig gebracht werden. Danach lehnte die Stadt Leipzig deren Übernahme wegen der vermeintlichen ideologischen Belastung des Denkmals ab, obwohl diese bereits bezahlt wurden. In der Stadt blieb die dazugehörige Parkanlage erhalten, der Richard-Wagner-Hain.
Anlässlich des 170. Geburtstags und des 100. Todestags Richard Wagners wurde 1983 in der Parkanlage am Schwanenteich nördlich der Oper eine nach einem Entwurf von Max Klinger geschaffene Richard-Wagner-Büste aufgestellt.
2005 organisierten sich Wagner-Verehrer im Wagner Denkmal Verein e. V., dessen Ziel war, das Klingersche Wagner-Denkmal von 1911 vollenden zu lassen. Auch der Klinger-Verein beteiligte sich an dem Unternehmen. Neun Künstler reichten ihre Entwürfe in einem Wettbewerb ein. Unter den letzten drei in einer Auswahl verbliebenen entschied sich die Jury 2011 für den Entwurf von Stephan Balkenhol, gefolgt von einer hitzigen öffentlichen Diskussion. Inzwischen war 2010 die in den 1970er Jahren abgerissene Treppenanlage wieder errichtet worden und der Klingersche Denkmalsockel darauf angebracht. Für die Finanzierung des Denkmals konnte ein Teil des Geldes durch den Verkauf von Stifterbriefen gesammelt werden, der Hauptteil aber kam vom Künstler selbst. Stephan Balkenhol hatte 25 kleine Bronzerepliken des Denkmals angefertigt, deren Verkauf das Denkmal im Wesentlichen finanzierte.
Am 22. Mai 2013, dem 200. Geburtstag Richard Wagners, wurde das Balkenholsche Denkmal unter Beifall, aber auch teilweisem Kopfschütteln feierlich enthüllt.

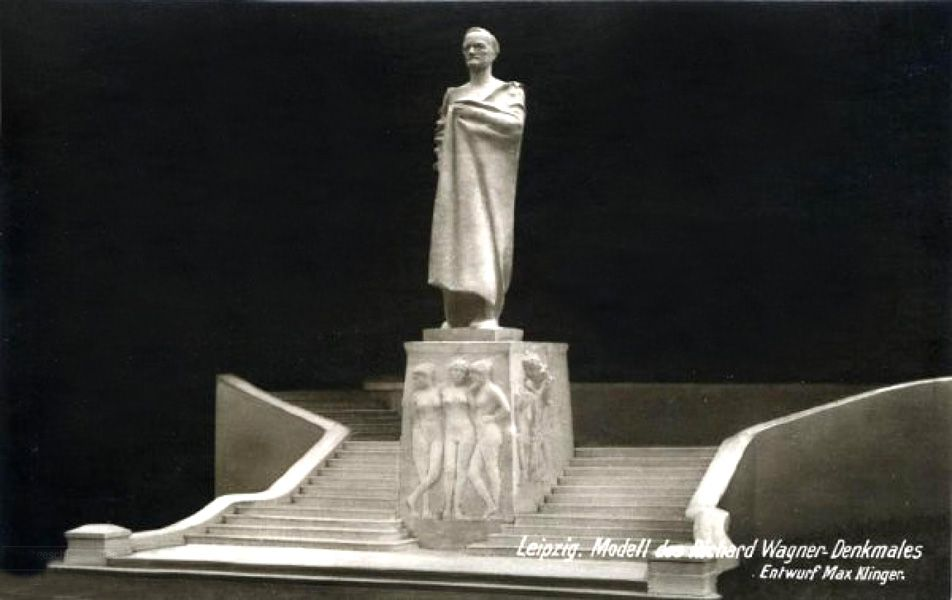
Der Klingersche Denkmalentwurf von 1911 (Postkarte um 1913)
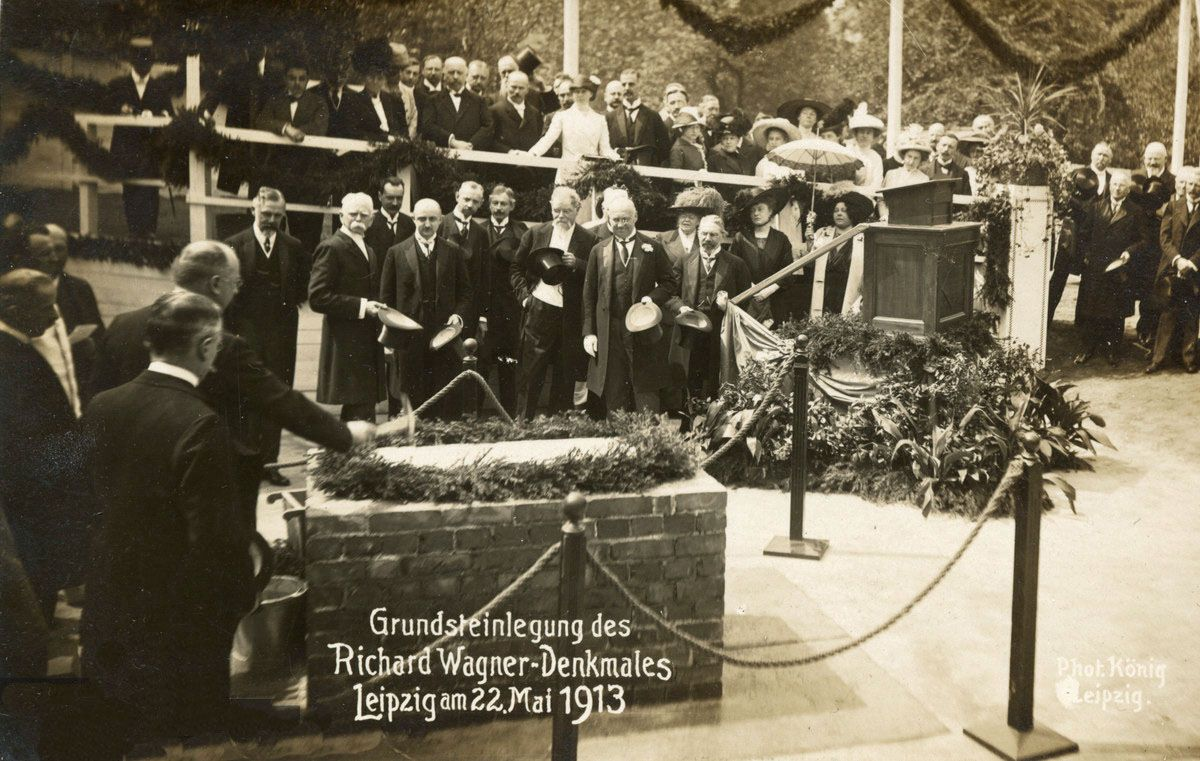
Grundsteinlegung 22. Mai 1913
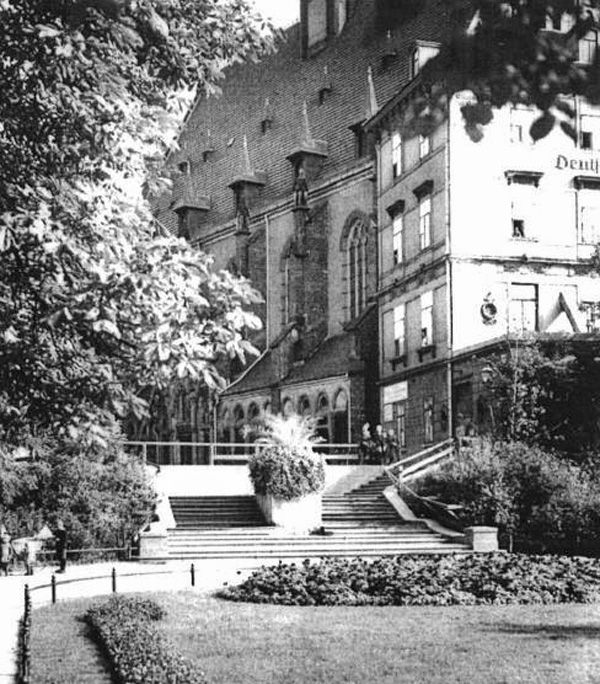
Die alte Denkmalstreppe (1913)
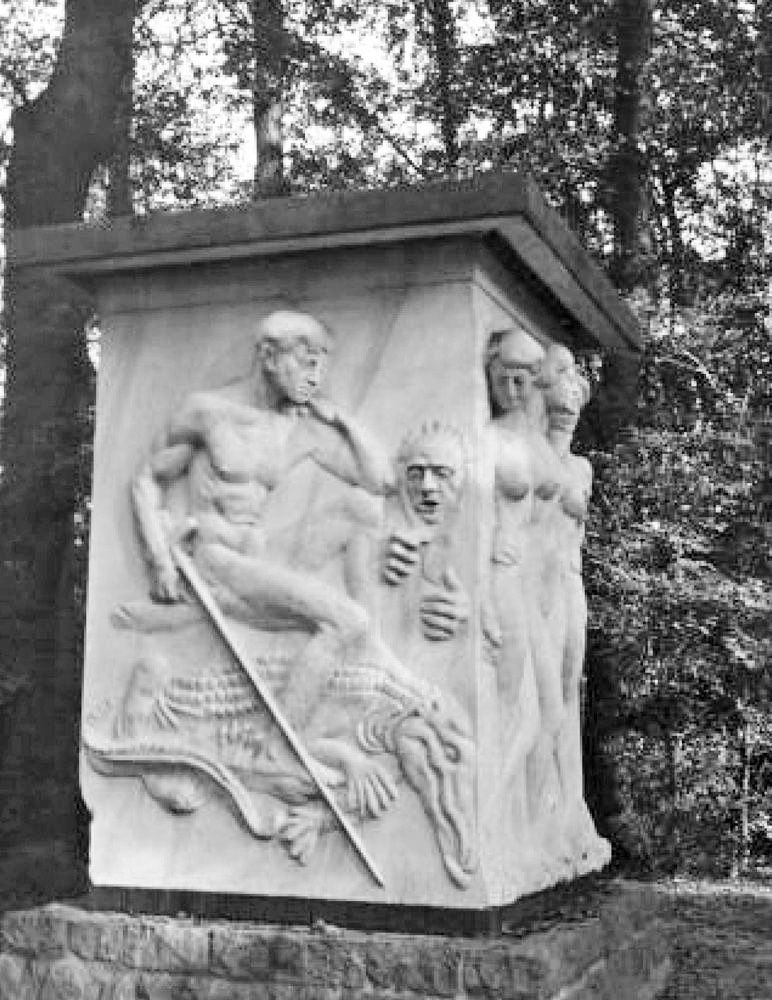
Das Denkmalspostament im Klingerhain (um 1930)